# 호호 아줌마

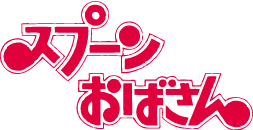

호호아줌마는 노르웨이 작가 알프 프뢰위센의 소설 숲속의 요정을 원작으로 하는 일본의 애니메이션 시리즈이다. 이 시리즈는 1983년 4월 4일부터 1984년 3월 30일까지 NHK에서 방영되었으며, 총 10분간의 에피소드가 130편에 이른다.
대한민국에서는 1984년부터 1985년까지 KBS에서 방영되었다.

## 줄거리
호호아줌마는 남편과 함께 작은 마을에 산다. 남편은 페인트 기술자이다. 그녀는 작은 마술 차 숟가락을 목 주위에 착용하고 있으며, 그 때마다 작아진 작은 차 숟가락 크기로 작아진다. 몸집이 작아지면 뒤통수를 따라가야한다. 그녀는 일정 시간이 지나서 항상 원래 크기로 되돌아간다. 그녀는 동물과 소통하고 숲에서 멋진 모험을 즐길 수 있다. 이렇게 하면 그녀는 정기적으로 흥미로운 친구가 된다. 그녀는 숲속에 사는 수수께끼 어린 소녀 루리의 친구이며, 또한 바이킹쥐 가족과 친구이다. 그녀는 자신의 비밀을 말하지 못하거나 몸집이 작아진 상태에서 자신을 보여주지 못한다. 그녀의 남편 호호아저씨(투덜이 아저씨)는 나중에 이 시리즈에서 그의 아내 비밀을 알아낸다.

## 등장인물
- 호호아줌마
- 호호아저씨(투덜이 아저씨)
- 유리(루리)
- 장난꾸러기 삼총사(병팔이, 안경, 고구마)
- 몽실이(개)
- 나비(고양이)
- 바이킹쥐 가족(핫산씨, 핫산부인, 다섯아이(도, 레, 미, 파, 솔)쥐)
- 밍크(루리와 항상 같이 있는 밍크동물)
- 오리나(까마귀)
- 꼬꼬(암탉)

## 참조
1. ↑  “호호아줌마”. 스튜디오 피에로. 2014년 2월 20일에 원본 문서에서 보존된 문서. 2009년 2월 10일에 확인함.